# Ifanella chacei
Ifanella chacei är en kräftdjursart som beskrevs av Vervoort 1964. Ifanella chacei ingår i släktet Ifanella och familjen Canuellidae. Inga underarter finns listade i Catalogue of Life.